# Regne de Kenedugu
El Regne de Kénédougou (en el seu nom francès) conegut com el Regne de Kenedugu, va ser un estat precolonial d'Àfrica Occidental que va existir entre 1650 i 1898 al sud de l'actual Mali.

## Dinastia Traoré
Kénédougou va ser establert per primera vegada en els anys 1650 per l'ètnia senoufo, els quals eren originaris de l'actual Costa d'Ivori. Van començar a desplaçar-se des de la seva llar original cap a països com Mali, Burkina Faso i fins i tot Ghana cap al segle xiii. El nou regne se situava de manera molt propícia a la frontera entre Mali i Burkina Faso. La seva posició era crucial per a l'intercanvi comercial de béns entre el desert i les zones boscoses. Desafortunadament, les pràctiques tradicionalistes dels senoufo els va portar a enfrontar-se als musulmans del nord. Els senoufo de Kenedougou van adoptar algunes pràctiques mandé com el títol real de faama. Nanka Traoré es va convertir en el primer governant de Kénédougou, donant començament a la dinastia Traoré, que perduraria fins al segle xix.
Existeix escassa informació sobre el període formatiu del regne. Aproximadament de cinc a set faames van governar des de la fundació de la dinastia fins al Fama Douala ba I. L'existència de Kénédougou va estar marcada per unes condicions de relativa pau, en comparació d'altres estat veïns, durant la seva existència.

### Resistència de Kénédougou
Tot això arribaria a la seva fi a l'últim quart del segle xix quan la doble amenaça dels colonialistes francesos i Samori Touré va començar empassant-se als seus socis comercials del sud, l'oest i l'est. Possiblement en veure l'amenaça, el faama Tieba va traslladar la capital del regne a Sikasso, la ciutat natal de la seva mare, el 1877. Allí es va construir un nou palau anomenat el Mamelon en un pujol estratègic. La decisió va resultar sàvia, ja que Tieba i el seu successor Babemba Traoré es van enfrontar en una sèrie de batalles tant contra Samori Touré com els francesos que avançaven ràpidament.

### Influència francesa[2]
Irònicament, el petit regne de Kénédougou es convertiria en un dels últims reductes contra les ambicions franceses a Àfrica occidental. Els estats més grans van anar caient com a fitxes de dòmino a les mans de l'Imperi Wassulu de Samori o de l'Imperi francès. Els de Samori van atacar Sikasso amb un exèrcit de 12.000 homes a l'abril de 1887, però no van poder prendre la ciutat i es van haver de retirar després d'un any de setge a causa de les moltes pèrdues experimentades entre els seus millors guerrers. El juny de 1888 el faama va enviar el seu fill i un nebot a Bamako a signar un tractat amb el capità Septans, comandant de Bamako; per aquest tractat el Kenedugu quedava sota protectorat francès (18 de juny de 1888). Entre 1888 i 1889 els francesos utilitzaran el regne per pressionar a Samori, instigant-lo a reprendre la guerra contra Samori (almenys mentre els francesos conquerien Ségou i Kaarta). A la llum d'aquestes amenaces i d'una possible guerra, Tieba va ordenar la construcció d'un tata o muralla al voltant de la ciutat el 1890. Parts de la tata s'han convertit en una de les principals atraccions turístiques d'avui dia de Sikasso.
El tinent coronel Archinard, comandant superior de l'Alt Senegal, va enviar una missió al rei Tieba, dirigida pel capità Quiquandon, per aconsellar en una eventual represa de la lluita contra Samori. El capità havia de sondejar les intencions del faama i vincular-lo a la política francesa, i al mateix temps estudiaria el país i els estats veïns, i prepararia la instal·lació d'un resident a alguna ciutat gran del Níger per estendre la influència francesa per tota la regió.
Quiquandon va marxar de Ségou acompanyat del doctor Crozat i 15 homes a mitjan maig de 1890 en direcció a Sikasso a través de Bla i Kadiala. Més enllà d'aquesta població va trobar al rei Tieba que venia a rebre'l amb un miler de guerrers; li va fer una recepció amistosa i solemne a Fonfona. Llavors van seguir la seva ruta junts a través del Minianka, arribant a Sikasso el 3 de juny. Abans de reprendre la guerra contra Samori el faama volia assegurar les seves províncies davant un eventual cop de mà i assegurar la rereguarda amb la conquesta de Loutana i Kinian, els habitants de les quals semblaven favorables a Samori.
Així el 28 de juny de 1890 el faama va marxar contra Loutana i després d'una lluita sense èxit va bloquejar la població; la població de Kinian va enviar ajut als assetjats, però aquestes forces foren rebutjades per Tieba amb l'ajut de Quiquandon, que de moment gaudia de gran prestigi davant el rei tot i les advertències que feien a aquest els consellers reials. Poc després Loutana fou ocupada. Llavors Tieba va marxar contra Kouliba, que fou pressa per assalt.
D'allí va passar a Kinian on va arribar el 2 d'octubre. Quiquandon sabia que Tieba no oferiria res als francesos fins que Kinian fos conquerida i va demanar reforços per ajudar en la seva conquesta al resident de Ségou, capità Underberg. Aquest li va enviar al rei de Ségou, Bodian, amb el seu exèrcit (3.000 homes) i un grup de spahis i tiradors, a més d'un canó, tots sota les ordres del tinent Spitzer. El 15 d'octubre aquestes forces van arribar a Oulaso on es van trobar amb el faama que s'havia establert en aquesta població. El capità Quiquandon va agafar la direcció de la lluita. Kinian estava rodejada d'un llarg recinte de més de 3 km de circuit i defensada per dos mil homes sota el cap Kouroumina.
El 16 d'octubre es va obrir una bretxa a la muralla i la ciutat fou assaltada però les tropes indígenes es van aturar abans d'arribar a la muralla (a uns 30 o 40 metres) perquè no creien que una tata pogués caure tant fàcilment i per una creença supersticiosa i foren massacrats; fou necessari iniciar el setge per reduir-lo per la fam; aviat se'n van cansar i volien abandonar però el capità Quiquandon va aconseguir retenir-los. El 20 de novembre es va fer una nova bretxa, i es va intentar un segon assalt que fou rebutjat com el primer.
El desembre una banda de sofes de Samori Turé, procedent de Ténélou, va arribar per alliberar la població, però es va aturar saquejant Ouola i finalment van retornar.
El més de gener de 1891 el setge de Kinian s'havia completat i no quedava cap lloc per on fos possible passar; dotze mil homes i 2000 cavallers encerclaven la població que finalment va sucumbir el 7 de març; un grup de defensors encara va aconseguir escapar sorprenent als assaltants. El setge havia durat 5 mesos; els francesos van perdre un home i van tenir 13 ferits (entre ells el tinent Spitzer); els indígenes van tenir 160 morts i un miler de ferits (entre els quals el propi rei Tieba).
Spitzer i Bodian van retornar llavors a Ségou i Tieba va retornar a Sikasso amb Quiquandon que va retornar poc després (24 de març). Havia aconseguit fer-se amic de Tieba, portar aquest a l'aliança francesa i estudiar la regió. En el seu informe considerava que Tieba no actuaria mai com un profeta o un cap sanguinari i destructor, i que després de reconstruir les antigues fronteres del seu regne, administraria aquest pacíficament.
Només sortir del país el capità Quiquandon, el rei Tieba, sota influencia dels seus consellers musulmans, es va oblidar dels serveis prestats pels francesos a Kinian i va mantenir la neutralitat en la campanya de la Vall del Milo que els francesos van fer contra Samori, sense intervenir en cap moment. Llavors Archinard va decidir enviar una delegació dirigida pel tinent Marchand en qualitat de resident i amb la missió de seguir la tasca de Quiquandon i imposar la influència francesa a la cort del faama.
A mitjan juliol de 1891 el tinent Marchand es va presentar a Sikasso amb el doctor Grall; des del principi va estar en una situació equivoca pel doble joc de Tieba; no obstant Marchand va aconseguir dominar el caràcter feble del rei i va acabar sent el seu confident i cap del seu exèrcit. Va obtenir l'autorització de marxar contra Samori Turé amb els contingents del Kénédougou i va advertir al resident francès a Kankan que continuaria fins a Sanankoro.
Es va introduir al Follona, però en temps de pluges les inundacions van aturar aviat els seus progressos; tots els cavalls van morir i l'excés de fatiga de tothom els va forçar a retornar cap a Sikasso. Tieba, enutjat, va manifestar des de llavors obertament la seva mala voluntat i va posar tota mena d'entrebancs al tinent.
Durant la campanya del Milo contra Samori, Tieba va mostrar una actitud ambigua: primer va acollir fredament al capità Péroz però va concedir al tinent Marchand una columna per actuar al sud del Kénédougou, cap a Tengréla i el Niéné (no com esperava Marchand, contra Samori sinó per fer noves conquestes en aliança amb Dialicoro cap de Nafana).
A final de desembre de 1891 Marchand va arribar a Tengréla amb el doctor Grall i 1.500 guerrers manats per Phou, fill gran del faama Tieba. El 15 de gener de 1892 Phou va conquerir Kokounaet i es va reunir amb l'exèrcit de Dialicoro de Nafana i junts van ocupar Faracoro.
A partir d'aquí els dos caps van tenir problemes; el primer volia ocupar Niéné mentre que Dialicoro, pressionat per Marchand, volia envair el Kaladougou on residia el sogre de Samori. Va arribar la ruptura i el 31 de gener Phou es va retirar després d'incendiar el campament de Marchand que va escapar pels pels junts amb el doctor Crozat; els oficials es van refugiar amb Dialicoro junt amb el qual van entrar a Koutiéni.
Allí Marchand va saber de la massacre de la missió Menard (vegeu Història de la Costa d'Ivori) i va voler anar a Seguela per recollir els papers de l'explorador però Dialicoro va refusar deixar-lo passar i li va prometre informar-se de les circumstàncies. Per la seva banda Phou va anar al nord i va saquejar diversos poblats del Niéné però fou forçat a recular davant l'hostilitat dels habitants i es va instal·lar a Tombougou, aïllant així a Marchand de Sikasso.
La fidelitat a França de Tieba cada dia era més dubtosa; el rei s'estava aprovisionant de fusells de tir ràpid que els britànics de Sierra Leone veien i arribaven pel riu Volta. Després de les victòries d'Humbert a la vall del riu Milo, el rei va tornar a canviar d'actitud i va enviar una columna a Koutiéni per recollir a Marchand per escortar-lo a Sikasso; a més va fer executar alguns dels seus marabuts més influents, enemics dels francesos, i va fer empresonar al seu fill Phou al que va acusar de desobeir les seves instruccions.
A l'abril Marchand era a Sikasso i el maig va participar en la presa de la població bambara de Tiéré, que Tieba estava assetjant; les poblacions de la rodalia es van sotmetre. Però Tieba va continuar la campanya al nord de Tiéré i aprofitant l'estat de desorganització de les províncies al nord del Kénédougou, va induir a Marchand a l'assalt de M'Tésoba, que estava sota l'autoritat nominal de Bodian de Ségou. Tiebe encara va anar més lluny i va reclamar a França la cessió de Minianka i oferint secretament el seu suport a Samori Turé; al mateix temps, un dels seus lloctinents, Faba, operava del costat de Bobo-Dioulaso.
Humbert esperava no obstant recuperar les bones relacions amb Tieba i va decidir reemplaçar al resident. Marchand fou cridat i el va substituir el capità Quiquandon, que tenia certa influència sobre el faama. Marchand va retornar a Ségou carregat de regals pel comandant superior i acompanyat del doctor Grall (13 de juny) 
Després de la mort de Tieba l'1 de gener de 1893, el seu germà Babemba Traoré va assumir el tron. Va aconseguir mantenir als francesos a ratlla durant cinc anys més. En 1890, els francesos van conquistar Ségou, capital del veí imperi del nord de Kénédougou, l'Imperi Tuculor. Aquesta victòria havia renovat l'ambició de França cap a Sikasso, i els francesos es van preparar per intentar prendre la ciutat.

### Conquesta francesa
Els francesos van llançar un assalt d'artilleria contra la tata de Sikasso a l'abril de 1898, i la ciutat va caure l'1 de maig del mateix any. En lloc de veure el prendre el control francès de la seva ciutat, Faama Babemba va ordenar als seus guàrdies que el matessin. El territori del regne de Kénédougou aviat va ser assimilat dins la colònia del Sudan Francès, i més tard a la república de Mali. Tieba i Babemba encara són reverenciats fins als nostres dies a Mali com a símbols de la resistència africana als francesos.

## Reis (faama)
- Nanka Traore, funda el regne vers 1650- ?
- Entre 5 i 7 reis de nom i dates desconegudes
- Daoula I vers 1750
- Un rei de nom desconegut abans de 1800
- Tapri vers 1800-1820
- Musa Toroma vers 1820-1825
- Famorhoba vers 1825-1835
- Nyanamagha vers 1835-1845
- Tyemonkonko 1845
- Daoula II 1845-1877
- Tieba 1877-1893
- Babemba 1893-1898